# Biuro Wojskowe Prezydenta Republiki Słowackiej
Biuro Wojskowe Prezydenta Republiki Słowackiej  (słow. Vojenská kancelária prezidenta Slovenskej republiky) – słowacki urząd zapewniający realizowanie zadań Prezydenta Słowacji jako naczelnego dowódcy sił zbrojnych.

## Zadania
Zgodnie z Ustawą o Siłach Zbrojnych Słowackiej Republiki z 2002 roku Biuro Wojskowe Prezydenta wykonuje zadania związane z pełnieniem przez prezydenta funkcji naczelnego dowódcy sił zbrojnych, dowodzi prezydencką Strażą Honorową, realizuje uprawnienia dowódcze prezydenta takie jak wydawanie rozkazów oddziałom wojskowym, wydawanie podstawowych przepisów wojskowych, nadawanie sztandarów jednostkom wojskowym, nadawanie honorowych i historycznych nazw jednostkom i związkom wojskowym. Biuro Wojskowe uczestniczy również przy realizowaniu innych konstytucyjnych uprawnień prezydenta.

## Szefowie Biura
Szefem biura jest náčelník Vojenskej kancelárie prezidenta Slovenskej republiky. Na przestrzeni lat funkcję tę pełnili:
- genpor. Ing. Mojmír Hergovič (13 marca 1993 – 1 października 2004)[3]
- brig. gen. Ing. Jaroslav Muríň (1 października 2004 – 1 grudnia 2007)[3]
- genpor. Ing. Marián Áč PhD. (1 grudnia 2007 – 1 września 2015)[3]
- genmjr. Ing Vladimír Šimko (1 września 2015 – nadal)[3]